# Sinfonía n.º 3 (Elgar)

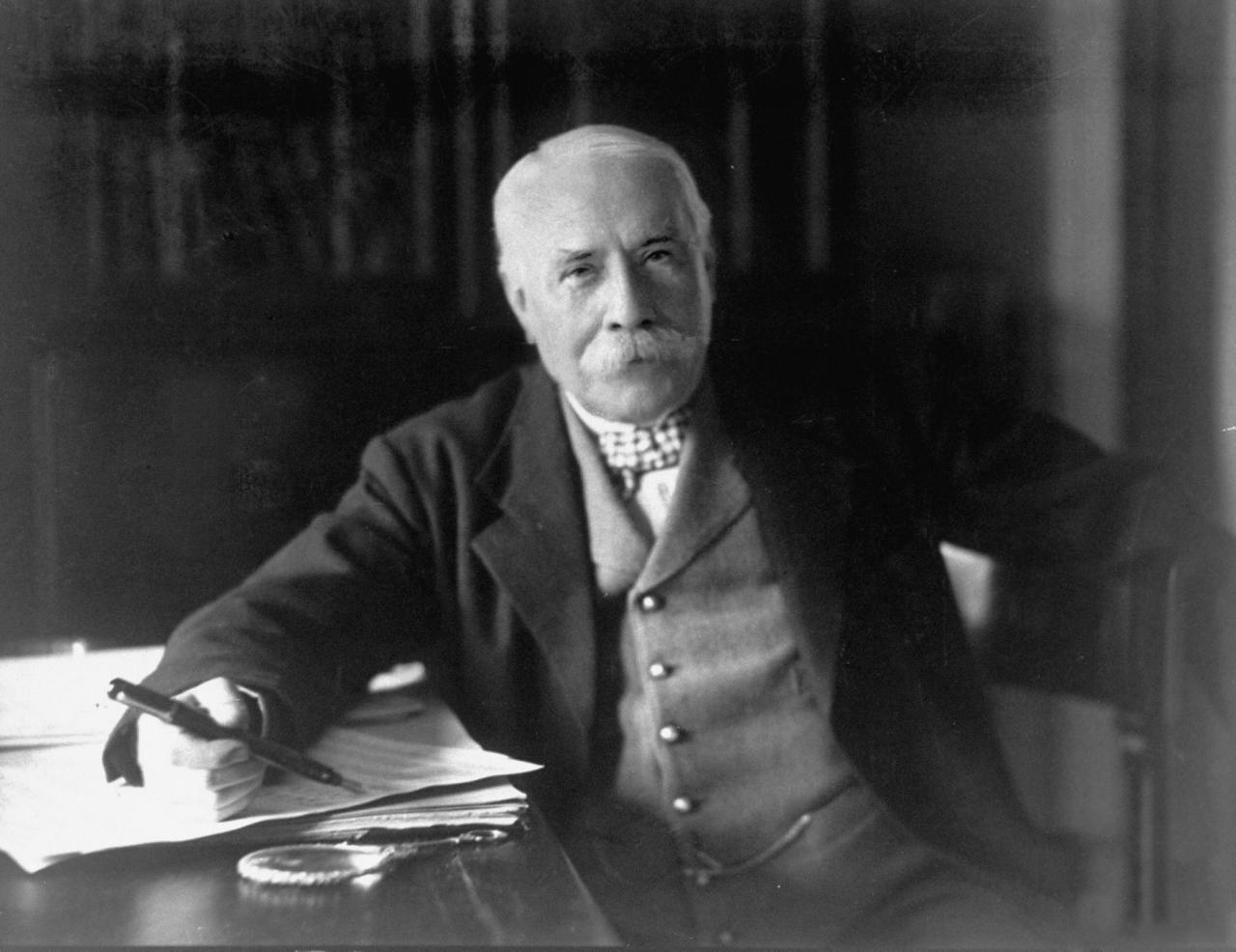
Elgar en 1931.

La Sinfonía n.º 3 en do menor, Op. 88 (posth.) fue compuesta por Edward Elgar entre 1933 y 1934 pero quedó incompleta por su muerte. Fue completada por Anthony Payne en 1997.

## Historia

### Composición
La composición de la obra se desarrolló entre 1933 y 1934, quedando incompleta por la muerte del compositor. Tras la muerte de su esposa en 1920, el músico se había retirado en una especie de jubilación en la que no producía obras a gran escala. Su amigo y valedor Bernard Shaw sostenía que la BBC debía encargar una nueva sinfonía de Elgar y con la ayuda del director Landon Ronald convenció a la BBC para que lo hiciera. Trabajó en la nueva pieza durante su último año de vida, anotando breves fragmentos de compases, así como escribiendo páginas en partitura completa. Consciente de que no completaría la partitura, moribundo, no destruyó el material y dejó 130 páginas de borradores. El maestro hizo comentarios contradictorios sobre la obra inacabada. A su amigo el violinista W. H. Reed le dijo: «No dejes que nadie juegue con ella», mientras que a su médico le dijo: «Si no puedo terminar la Tercera Sinfonía, alguien la terminará, o escribirá una mejor». Elgar y Reed a menudo tocaron varios esbozos de la sinfonía en violín y piano. Reed sabía más que nadie sobre las intenciones del compositor y reprodujo más de cuarenta páginas de los borradores más importantes en su libro Elgar as I Knew Him, probablemente para ilustrar lo que él creía que era la imposibilidad de entretejerlos en un todo coherente. Su publicación en 1936 significó que, setenta años después, pasaron a ser de dominio público, y la familia Elgar se vio impotente para impedir que nadie "retocara" los bocetos.
El compositor británico Anthony Payne trabajó durante muchos años, produciendo una sinfonía completa en 1997, conocida oficialmente como "Edward Elgar: los bocetos para la Sinfonía n.º 3 elaborados por Anthony Payne" o en resumen "Sinfonía n.º 3 Elgar/Payne".

### Estreno, primeras interpretaciones y publicación
El estreno se celebró el 15 de febrero de 1998 en el Royal Festival Hall de Londres con la interpretación de la Orquesta Sinfónica de la BBC bajo la batuta de Andrew Davis.
Durante la temporada entre 1998 y 1999 fue presentada en los BBC Proms en el Royal Albert Hall de Londres el 13 de agosto, en Glasgow el 24 de septiembre, en Birmingham el 25 de septiembre, en Bristol el 10 de octubre y el 27 de enero, en Liverpool el 24 de octubre, en Manchester el 17 de diciembre y en Cambridge el 29 de enero. Se programaron representaciones internacionales en ciudades como Bruselas, Liubliana, San Petersburgo, Hong Kong y Winnipeg. La primera interpretación en Estados Unidos tuvo lugar el 20 de noviembre de 1998, con la Orquesta de Filadelfia dirigida por Andrew Davis, seguida por la Orquesta Sinfónica de Chicago con Davis y la Orquesta Sinfónica Nacional de Washington con Leonard Slatkin.
La primera edición de la pieza fue llevada a cabo en 1936 por la editorial Victor Gollancz Ltd. en Londres, que publicó algunos bocetos en el libro de William Henry Reed. En 1998 se publicó la sinfonía basada en bocetos elaborados por Anthony Payne, en la editorial Boosey & Hawkes.

## Instrumentación
La partitura está escrita para una orquesta formada por:
- Viento madera: 1 flautín, 2 flautas, 2 oboes, 1 corno inglés, 2 clarinetes en si bemol, 1 clarinete bajo en si bemol, 2 fagotes, 1 contrafagot.
- Viento metal: 4 trompas en fa, 3 trompetas en do, 3 trombones, 1 tuba.
- Percusión: timbales, bombo, caja, platillos, tam-tam, pandereta.
- Cuerda: 1 arpa y una sección de cuerdas con violines I y II, violas, violonchelos y contrabajos.

## Estructura y análisis
La sinfonía consta de cuatro movimientos:
- I. Allegro molto maestoso, en do menor 12
8
- II. Scherzo. Allegretto,
- III. Adagio solenne, en re mayor
- IV.  Allegro,

La interpretación de esta obra dura aproximadamente 55 minutos.

### I.Allegro molto maestoso
El primer movimiento, Allegro molto maestoso, está escrito en la tonalidad de do menor, en compás de 12/8 y responde a la forma sonata. La estructura es la siguiente:
- La exposición se abre con una arrebatadora secuencia de quintas y octavas abiertas paralelas en movimiento contrario que se desarrolla en un imponente ritmo de marcha, subrayado por los timbales. Elgar dejó en partitura completa los primeros diecisiete compases que recogen este pasaje. El motivo básico deriva de un boceto para su oratorio inacabado The Last Judgement, aunque aquí esa idea fragmentaria se convierte en un tema que estalla con energía potencial. El segundo tema, en cambio, es "sublimemente melancólico", tierno y cadencioso. A veces se conoce como el tema de "Vera". Hay una repetición de la exposición indicada por Elgar.
- El desarrollo introduce dos temas nuevos: una figura acordal serena para las cuerdas y, más tarde, un animado motivo de pasos enérgicos para trompas. Tras un clímax poderoso, sigue una sección de marcha en si bemol menor. La música marcial juega un papel esencial en ambos movimientos exteriores.
- La recapitulación es relativamente sencilla, aunque Elgar indicó algunas sorpresas gloriosas (por ejemplo, el silencio repentino después del regreso del primer tema). La coda reúne todas las ideas principales y avanza hasta una conclusión majestuosa y triunfal en do mayor basada en el ritmo de marcha de apertura. El movimiento, de unos dieciséis minutos de duración, aunque de gran envergadura es más breve que sus equivalentes en las Sinfonías n.º 1 y n.º 2 de Elgar.

### II.Scherzo. Allegretto
El segundo movimiento es un Scherzo. Allegretto. El Scherzo contrasta con los de las dos primeras sinfonías, que eran rápidos y contundentes. Sin embargo, este es el movimiento más claro y más extensamente planificado en los borradores dejados por el maestro. La suave melancolía está en un estilo reconocible que ya había empleado en La varita de la juventud. El tema inicial es una melodía de danza suavemente aérea con una parte prominente para la pandereta claramente indicada por Elgar. Hay dos episodios contrastantes, el segundo de los cuales presenta un tema en la mayor de estilo pastoral. El tema inicial se repite a modo de rondó y al final parece simplemente evaporarse en el aire.

### III.Adagio solenne
El tercer movimiento, Adagio solenne, está en re mayor. Elgar escribió que los primeros compases de este Adagio "abrirían unas vastas puertas de bronce hacia algo extrañamente desconocido". El movimiento lento explora emociones oscuras, al igual que el Larghetto de su Sinfonía n.º 2; si bien este Adagio es más profundamente personal. Las armonías de la figura introductoria y del primer tema elegíaco puede que no sean algo nunca visto a principios de la década de 1930, pero ciertamente se sienten extrañas aquí. Hay inquietantes giros y dislocaciones armónicas, así como un cromatismo agónico. El segundo tema, en re mayor, ofrece un contraste más suave. Es cálidamente reconfortante y brinda un respiro, pero no por mucho tiempo. La recapitulación enfatiza el lado oscuro y melancólico del tema principal y su conmovedora figura introductoria. Al final, el interrogatorio silencioso y angustiado de la figura introductoria queda sin respuesta, tal y como el maestro inglés lo indicó. Se cierra con una sola nota de viola solista, marcada con fine; «éste es el final», dijo Elgar de esta frase.

### IV.Allegro
El cuarto y último movimiento es un Allegro. El Finale vuelve al tono heroico del principio de la sinfonía con una enardecedora fanfarria orquestada por Elgar, y figuras emergentes de las cuerdas. Este es el movimiento del que existe menos material original y Payne se vio obligado a aportar una buena cantidad de música nueva. El tema marcial de apertura tiene una melodía 'subsidiaria' que claramente debería llevar la indicación favorita de Elgar nobilmente ('noblemente'). Hay un glorioso pasaje culminante en compás de 12/8 en el que las cuerdas repican y los metales fanfarronean. El segundo tema contrasta emergiendo gradualmente de unos pocos fragmentos de motivo. El desarrollo incorpora otro tema de los bocetos de Elgar, que desemboca en el extenso y emocionante crescendo de Payne que lleva a la recapitulación. Por último llega el clímax con un crescendo-decrescendo a gran escala que se repite rítmicamente, modelado por Payne a partir de "The Wagon Passes" de Nursery Suite de Elgar. La música militar tiene la última palabra, emprendiendo una marcha hacia la calma. La sosegada conclusión se desvanece con una larga nota pianissimo del tam-tam.

## Discografía selecta
La primera grabación fue realizada en octubre de 1997 por Andrew Davis con la Orquesta Sinfónica de la BBC para el sello NMC, cuatro meses antes de la primera interpretación pública.
- 1997 – Andrew Davis, Orquesta Sinfónica de la BBC (NMC).
- 2000 – Paul Daniel, Orquesta Sinfónica de Bournemouth (Naxos).
- 2001 – Colin Davis, Orquesta Sinfónica de Londres (LSO Live).
- 2007 – Richard Hickox, Orquesta Nacional de Gales de la BBC (Chandos).
- 2008 – Tadaaki Otaka, Orquesta Sinfónica de Sapporo (Signum Classics).
- 2017 – Tadaaki Otaka, Orquesta Sinfónica NHK (King International).